# 미노고촌 (히로시마현)
미노고촌(美ノ郷村)은 히로시마현 미쓰기군에 설치되었던 촌이다. 1954년 3월 31일 미노고촌, 기노쇼촌, 하라다촌 등 3개 촌이 합병, 오노미치시가 신설되고 폐지되었다.